# 5773 Hopper
5773 Hopper este o planetă minoră (asteroid), cu un diametru de 4,583 km, din centura de asteroizi. A fost descoperită pe 2 iulie 1989 la Observatorul Palomar de Eleanor F. Helin și a fost numită după Grace Hopper. 
Obiectul prezintă o orbită caracterizată de o semiaxă mare de 2,2524177 UAi, o excentricitate de 0,153192, o înclinație de 4,76063 ° în raport cu ecliptica.